# 201 (liczba)
201 (dwieście jeden) – liczba naturalna następująca po 200 i poprzedzająca 202.

## W matematyce
- 201 jest liczbą Harshada[1]
- 201 jest liczbą półpierwszą[2]
- 201 jest liczbą szczęśliwą[3]
- 201 nie jest liczbą palindromiczną, czyli liczbą czytana w obu kierunkach, w pozycyjnych systemach liczbowych od bazy 2 do bazy 36
- 201 należy do czterech trójek pitagorejskich (201, 268, 335), (201, 2240, 2249), (201, 6732, 6735), (201, 20200, 20201).

## W nauce
- galaktyka NGC 201
- planetoida (201) Penelope
- kometa krótkookresowa 201P/LONEOS

## W kalendarzu
201. dniem w roku jest 20 lipca (w latach przestępnych jest to 19 lipca). Zobacz też co wydarzyło się w roku 201, oraz w roku 201 p.n.e.